# CAR Development Trophy
 (juillet 2024).
Si vous disposez d'ouvrages ou d'articles de référence ou si vous connaissez des sites web de qualité traitant du thème abordé ici, merci de compléter l'article en donnant les références utiles à sa vérifiabilité et en les liant à la section « Notes et références ».
La Coupe d'Afrique 3 ou CAR Development Trophy (auparavant CAR Castel Beer Trophy) est un tournoi de rugby à XV organisé chaque année depuis 2010 par Rugby Afrique qui oppose les nations africaines de Troisième Division.
Il s'agit désormais d'une compétition réservée aux sélections U19.

## Logo
Le 25 avril 2018, Rugby Afrique dévoile de nouveaux logos pour l'ensemble des compétitions qu'elle organise, qui seront en vigueur dès l'édition 2018 de chacune d'entre elles.

Logo depuis le 25 avril 2018.

## Palmarès
| Édition | Division Nord | Division Centre | Division Sud |
| ------- | ------------- | --------------- | ------------ |
| 2007    | Nigeria       | -               | Botswana     |
| 2008    | Niger         | Rwanda          | La Réunion   |
| 2009    | Niger         | Rwanda          | -            |
| 2010    | Algérie       | Rwanda          | -            |
| 2011    | ?             | ?               | ?            |
| 2012    | -             | -               | -            |
| 2013    | ?             | ?               | ?            |
| 2014    | -             | -               | -            |
| 2015    | ?             | ?               | ?            |
| 2016    | -             | -               | -            |